# Paz Andrés Sáenz de Santa María
María Paz Andrés Sáenz de Santa María (Oviedo, 29 de noviembre de 1953), conocida como Paz Andrés, es una jurista española, catedrática de Derecho Internacional Público y Relaciones Internacionales de la Universidad de Oviedo y, desde noviembre de 2020, miembro del Consejo de Estado.

## Biografía
En 1975 obtuvo la licenciatura de Derecho con premio extraordinario en la Facultad de Derecho de la Universidad de Oviedo desarrollando, a partir de 1976, tareas docentes en el departamento de Derecho Internacional Público y Relaciones Internacionales.
En 1980 consiguió el doctorado con premio extraordinario, bajo la dirección de Julio González Campos. Ocho años después, en 1988, se convertiría en catedrática del departamento.
Entre 1985 y 1995, se encargaría de la dirección del Centro de Documentación Europea de la Universidad de Oviedo. En 1986 ocuparía el cargo de Secretaria General de la Universidad de Oviedo, función que desempeñó hasta 1988. Desde 1987 hasta 1989, sería miembro de la Junta Directiva de la Asociación Española de Profesores de Derecho Internacional y Relaciones Internacionales.
Desde 1992 se ocuparía de la coordinación de la sección de Jurisprudencia de Derecho Internacional Público de la Revista Española de Derecho Internacional (REDI). Entre 1994 y 2000, dirigiría el departamento de Derecho Público de la Universidad de Oviedo, siendo nombrada secretaria del Consejo Social de dicha institución en noviembre de 1999, cargo que desempeñó hasta 2004, cuando fue nombrada vicerrectora de Extensión Universitaria. Fue candidata en dos ocasiones al rectorado de la Universidad de Oviedo (2008 y 2012), siendo derrotada en ambas por Vicente Miguel Gotor Santamaría.  En 2017 fue nombrada Defensora Universitaria de la misma institución.
En el plano de la investigación académica destacan sus estudios, trabajos y monografías sobre Derecho de los tratados, arreglo pacífico de controversias internacionales, mantenimiento de la paz y la seguridad internacionales, sistema institucional y ordenamiento jurídico de la Unión Europea; participando en la codirección del Boletín de Información sobre Comunidades Europeas, editado por el Principado de Asturias y la Universidad de Oviedo.
El 28 de septiembre de 2018, a propuesta de la ministra de Economía y Empresa, fue nombrada Consejera del Consejo de Gobierno del Banco de España.
Por Real Decreto de 29 de octubre de 2020, fue nombrada Consejera permanente y Presidenta de la Sección Tercera del Consejo de Estado, tomando posesión el 26 de noviembre del mismo año.